# Hamilton
Hamilton (произносится Хэ́милтон) — американская компания по производству часов, часовых механизмов и изделий точной механики, а с 2004 года марка швейцарских часов.

## История
Часовая компания Hamilton была основана в 1892 году в Ланкастере, штат Пенсильвания. Первой моделью стали карманные часы Broadway Limited, которые прекрасно проявили себя в железнодорожном транспорте США, своей точностью и надёжностью положив конец многочисленным авариям и несчастным случаям.
В 1920-х годах Hamilton стал официальным поставщиком часов американской армии. Часами Hamilton была оснащена 1-я пехотная дивизия генерала Першинга во время Первой мировой войны.
Со вступлением США во Вторую мировую войну компания приостановила выпуск часов для обычных потребителей, как и вообще выпуск гражданской продукции, чтобы сосредоточить силы на выпуске механических взрывателей для армии. Компания существенно расширила производственные мощности за счёт добавления новых площадей, укомплектования их станками и производственным оборудованием и набора рабочей силы. Для стимулирования притока рабочих кадров была введена специальная система оплаты труда военного времени, достаточно высокой зарплаты по меркам американской промышленности в Пенсильвании, что мотивировало нетрудоустроенное женское население Ланкастера и окрестных городов, а также приезжих женщин и девушек искать работу на заводе Hamilton, — сборочные цеха были практически полностью укомплектованы молодыми работницами, мужчины преклонных лет занимали должности мастеров и начальников цехов, молодые мужчины ушли на фронт. Работницы трудились восьмичасовой рабочий день при пятидневной рабочей неделе. Специфика производства изделий точной механики, к которым относятся и взрыватели, — а это была сидячая работа, требовавшая усидчивости и аккуратности, — как нельзя лучше подходила именно для женских рук и в этом отношении они справлялись гораздо лучше мужчин. Периодически на завод являлись голливудские знаменитости (Линда Дарнелл и др.) и агитировали работниц приобретать облигации военного займа. Взрыватели составляли главную статью производства в этот период, тем не менее, выпуск часов для армии, авиации и флота также не прекращался. За это же время в общей сложности было выпущено около миллиона штук военных часов. Осенью 1991 года, к пятидесятилетию вступления США во Вторую мировую войну была произведена юбилейная партия аутентичных копий часов военного времени для лётного состава ВВС Армии США (ручной сборки).
В 1980-х годах Swatch Group купила компанию Hamilton, а в начале 2000-х перевела производство и центральный офис в Швейцарию.

## Достижения
Железнодорожные часы

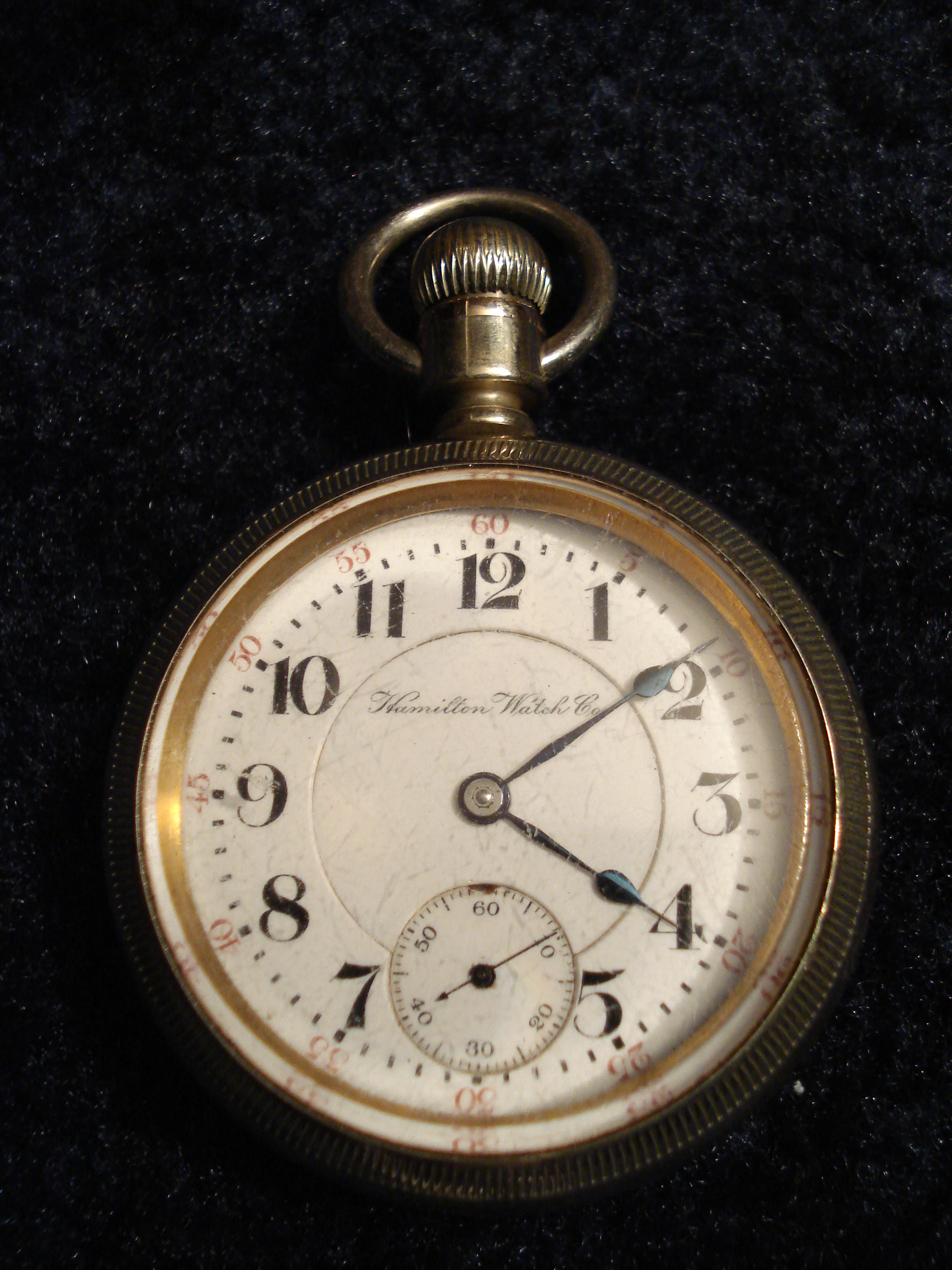
Часы Hamilton, 1904 год

— Grade No. 936 (1893): первые часы для железнодорожников.
— Grade No. 992 (1903): самые популярные американские железнодорожные часы, произведено более 600 000 экземпляров.
— Montgomery Dial (1906): циферблат с улучшенной читаемостью для железнодорожных часов.
Морские хронометры
— Модель 21 (1942): морской хронометр для ВМС США, использовавший усовершенствованную балансирную конструкцию.
— Модель 22: портативный хронометр (карманные часы) для малых судов.
Военные часы
— Траншейные часы (1917): первые наручные часы для солдат, переосмысленные из карманных моделей.
— Наручные военные часы (1940-е): ранние модели серии Khaki, включая водо- и ударопрочные часы с люминесцентными элементами.
— MIL-W-3818B (1960-е): стандартизированные полевые часы для армии США.
Электрические и цифровые часы
— Ventura (1957): первые в мире серийные часы с электроприводом, известные своим авангардным дизайном. Это первые в мире наручные электрические часы (не следует путать с кварцевыми и электронными), разработка которых длилась три года. В 1961 году эти часы были на Элвисе в фильме Голубые Гавайи.
— Pulsar (1970): первые цифровые часы с LED-дисплеем. Это первые в мире электронные часы, созданные мастерами Hamilton.
Автоматические хронографы
— Chrono-Matic Caliber 11 (1969): один из первых автоматических хронографов, созданный в сотрудничестве с Breitling, Heuer и Dubois-Dépraz.
Участие в авиации и мореплавании
— Часы для полярной экспедиции адмирала Ричарда Бэрда (1926).
— Официальный поставщик часов для авиакомпаний (1930-е): American, Eastern, TWA, United.
Инновации в дизайне
— Murph (2014): часы из фильма «Интерстеллар», выпущенные как отдельная коллекция.
— Серия PSR (2020): переосмысление цифровой модели Pulsar.
Кинематограф и культура
— Более 500 появлений в фильмах, включая «Голубые Гавайи», «Интерстеллар», «Люди в чёрном».
Другие достижения
— Успешное создание противоударных механизмов (ранние 1900-е).
— Разработка механизма с микроротором (1960-е) в сотрудничестве с Buren.

## Часы в кинематографе
Разнообразие моделей часов способствовало долговременному сотрудничеству с Голливудом. Часы Hamilton носили герои фильмов «Люди в чёрном», «Пёрл-Харбор», «Смертельное оружие 4», «Бойцовский клуб», «День независимости», «Фантастическая четвёрка», «Крепкий орешек 4.0», «Хищники», «Авиатор», «Космическая одиссея 2001 года», «Киллеры», «Я — легенда», «Клиника», «Нокаут», «Погребённый заживо», «13 этаж», «Криминальное чтиво», «Доктор Хаус» (первые три сезона), «Теория хаоса», «Интерстеллар»,"Марсианин" «Довод» и многих других. В отечественном кино марку часов Hamilton можно увидеть в кинокомедии «8 первых свиданий».

## Военная продукция

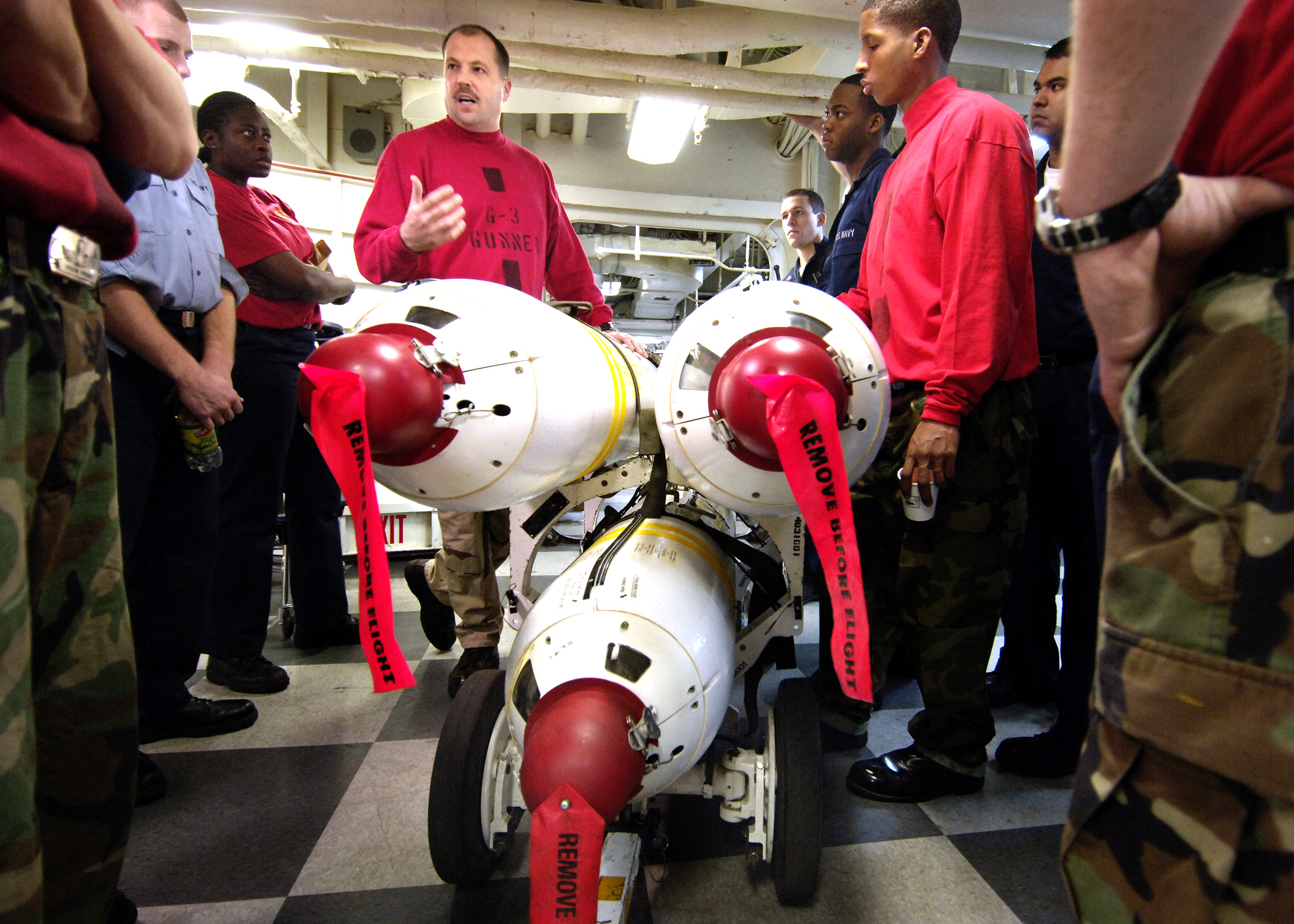
Под красными колпачками — продукция компании (взрыватели MK 339 для кассетных авиабомб MK 20)

Помимо часов, компания занималась выпуском взрывателей, предохранительно-исполнительных механизмов и детонационных цепей для различных категорий боеприпасов и ракетного вооружения (входила в шестёрку крупнейших производителей взрывателей в США), а также армейской радиоаппаратуры (в частности, полевых радиостанций AN/PRC-77 и приёмопередатчиков RT-841). Кроме того, для военных летательных аппаратов компания занималась производством механической авионики (гальванометров, осциллографов и др.). Также компания освоила выпуск тренажёров операторов для подготовки различных военных специальностей. Для выполнения федеральных военных заказов и обслуживания военных заказчиков в структуре компании было сформировано подразделение военной продукции (Military Products Division) с головным офисом и основными производственными мощностями в Ланкастере, Пенсильвания. В середине мая 1965 года в Ланкастере заработал металлообрабатывающий завод точной механики для производства сверхтонкого металлопроката, фольги и других изделий из чистого металла и различных сплавов для применения в военной промышленности, авиакосмической отрасли, электронике и ядерной программе США. Производством учебных средств для вооружённых сил занималось подразделение инструментальной продукции (Hathaway Instrument Division) в Денвере, Колорадо. Среди продуктов компании взрыватели и ПИМ для управляемых противотанковых кластерных авиабомб «Рокай», управляемых ракет класса «воздух—воздух» «Сайдвайндер», неуправляемых авиационных ракет «Mighty Mouse», зенитных управляемых ракет корабельного базирования «Терьер» и «Тартар», зенитных управляемых ракет сверхдальнего действия «Бомарк», а также высокоточные часовые механизмы для замыкания детонационных цепей ядерных боевых частей, разработанных Сандийскими национальными лабораториями и встроенная телеметрическая аппаратура для УРВВ «Фэлкон». Инженеру компании Винсенту Мартину принадлежит первенство в разработке электронного часового механизма на интегральных схемах (Integrated Circuit Electronic Timer) для использования в детонационных цепях.